# 上条麗子の事件推理
『上条麗子の事件推理』（かみじょうれいこのじけんすいり）は、2001年から2012年までTBS系で放送されたテレビドラマシリーズ。全10回。主演は眞野あずさ。
放送枠は「月曜ミステリー劇場」（第1作 - 第4作）、「月曜ゴールデン」（第5作 - 第10作）。
第1作は『会計士探偵 上条麗子の事件推理』というタイトルだった。

## 登場人物

### 上条会計事務所
上条麗子
演 - 眞野あずさ（少女期：森本更紗〈第3作〉）
上条会計事務所代表。公認会計士。警察学校の教官であった父親を持つ。母親は中学1年生のとき死亡（第1作）。極度に朝に弱い。
風間望
演 - 須藤温子（第1作 - 第2作・第4作 - ）
耕一と文江の娘。両親の喫茶店を手伝いながら、麗子の事務所で事務員として勤務。
小野町子
演 - 野村昭子（第1作 - 第4作・第6作・第7作）
麗子と同居している麗子の秘書。

### 麗子の歴代パートナー
仙波大次郎
演 - 船越英一郎（第1作 - 第4作）
上条会計事務所で働く公認会計士。麗子の相棒。芳太郎の弟。第5作にてオーストラリアの女性の下に婿入りし、寿退社した。
宝田銀平
演 - 赤井英和（第5作）
風間文江の弟。たまたま東京に出てきたところ、文江からの要請により、麗子の出張に同行することとなり、事件に巻き込まれてしまう。
山本武蔵
演 - 中村梅雀（第6作）
銀平に代わり、麗子の相棒となった新人公認会計士。小野町子の甥。元一流企業の営業マン。
中年合格者であることを理由に、会計事務所への不採用が続き、見かねた町子のコネで上条会計事務所に入所することになるが、根っからの営業マン気質が抜けない。
尾崎健作
演 - 渡辺徹（第7作 - ）
武蔵に代わり、麗子の相棒となった同僚。会計補助者。
父親は優秀な公認会計士で、仙波芳太郎とは旧知の仲。その縁で上条会計事務所に入所するも、当の本人は全く会計士になる気がなく、父親の財産を浪費する日々を過ごしている。

### 喫茶店「風」
風間耕一
演 - 田山涼成（第1作 - 第3作）
上条会計事務所と同じマンションの1階にある喫茶店「風」のマスター。望の父。
風間文江
演 - 阿知波悟美（第1作 - 第5作・第8作 - ）
喫茶店「風」のオーナー。耕一の妻で望の母。

### 警視庁渋谷南警察署
野田哲夫
演 - 水野純一（第1作 - 第4作）
刑事。吉川の後輩であり相棒。
吉川寛平
演 - 藤岡弘（第1作 - 第4作）
刑事。警察学校時代、麗子の父に指導を受ける。

### その他
仙波芳太郎
演 - 木村元（第1作 - 第9作）
仙波大次郎の兄。仙波会計事務所の公認会計士。

### ゲスト
第1作「死を呼ぶ離婚慰謝料！」（2001年）
- 森脇喜乃（綾乃の姉・通販会社「タンポポジャパン」経理） - 増田恵子
- 山本祐介（綾乃の夫・タンポポジャパン 社長） - 立川三貴
- 武田（里沙子の別れた夫） - 菅田俊
- 山本綾乃（離婚問題を抱える上条麗子のクライアント） - 秋本奈緒美
- 三宅（タンポポジャパン 専務） - 坂俊一
- 警視庁渋谷南警察署 刑事 - 剛たつひと
- 水木里紗子（リサイクルショップ「ピサロ西麻布」経営者・仙波大次郎の大学の後輩） - 佐藤友紀
- 山本千尋（山本と綾乃の娘） - 橋本晴香
- 山本俊（山本と綾乃の息子・千尋の弟） - 上村裕翔
- 加藤（加茂警察署 刑事） - 町田真一
- 青木茂雄（株式コンサルタント） - 日野陽仁
- 釣り人の青年 - 大門裕明
- 青木の客 - 風見章子
- 通夜の参列者 - 田代恭子

第2作「死を呼ぶ早期退職金」（2002年）
- 内田洋介（樫村の親友・サカエ商事経理課 元課長） - 江藤潤
- 寺岡幸枝（ピアノ講師） - 北原佐和子
- 樫村誠一（サカエ商事第2営業部 元課長） - 石田登星
- 樫村伸子（樫村の妻） - 栗田よう子
- 神林宗男（神林コーポレーション 社長） - 野崎海太郎
- 寺岡浩二（幸枝の夫・サカエ商事経理課 元課長・3年前死亡） - 青島健介
- 竹下（ラブホテルのオーナー・小野町子の知り合い） - 林昭夫
- 神林の彼女 - 永住千夏
- 三上梨花（幸枝の生徒） - 市川亜沙美
- 樫村稔（樫村と伸子の息子） - 上地慶
- リポーター - 鈴木美佳
- 河口湖でジョギングしている大学生 - 佐々木卓馬
- 刑事 - 南雲勝郎
- 内田の同僚 - 牧トオル
- 石山浩亨、黒洲大文、藤部昌嗣

第3作「死を呼ぶ遺産相続」（2003年）
- 沢野美穂（ブティック店員・九重の実娘） - 高橋かおり
- 椎名英輔（椎名わさび園 経営者・麗子の父の旧友） - 河原崎建三
- 九重茂之（九重鍼灸院 鍼灸師・椎名の友人・美穂の実父） - 鶴田忍
- 椎名公平（椎名の息子・フレンチレストラン「Lavine Rose」シェフ） - 尾崎右宗
- 田辺真由美（公平の恋人・フレンチレストラン「Lavine Rose」ソムリエ） - 田代恭子
- 刑事課長 - 佐藤仁哉
- 須藤（警備会社部長・麗子の父の元同僚刑事） - 中山克己
- 渡辺菊代（民生委員） - 松風はる美
- 服部学（服部コンサルティングの経営コンサルタント） - 久保酎吉
- 広池（服部コンサルティングのアルバイト） - 安村和之
- 刑事 - 南雲勝郎
- 沢野登美子（美穂の養母） - 角南範子
- 麗子の父 - 矢島俊作
- 刑事 - 西岡秀記
- 石山浩亨、田中雄一郎、戸崎二郎、西藤千恵、佐々木勝彦、藤部昌嗣、中井美千代、中西未代子

第4作「死を呼ぶ老後資金」（2004年）
- 黒崎正人（ラーメン「くろさき」店主・弥生の元夫） - 布川敏和
- 津山弥生（介護センター「木もれ陽」社長・仙波会計事務所 元事務員） - 未來貴子
- 大滝ハル（セミナー受講者） - 山田スミ子
- 長谷川梅子（セミナー受講者） - 長内美那子
- 白井光代（セミナー受講者） - 弓恵子
- 並河壮介（中華料理店「竜王飯店」マスター・3年前死亡） - 山谷初男
- 渡辺伸二（渡辺不動産 社長） - 井田國彦
- 不動産会社社員 - 木下政治
- スーパーの店長 - 南雲勝郎
- 住職 - 外波山文明
- 渡辺不動産 社員 - 山本剣
- 水島（清水警察署 刑事） - 手塚政雄
- 川野不動産 社員 - 山内勉
- 並河家の近所 - 三好和代
- リポーター - 藤崎桐子

第5作「函館・洞爺湖・白老・札幌〜流れ質屋の罠・心の家を求めて」（2006年）
- 大下泰明（三島不動産 総務部長） - 天宮良
- 三島カオル（三島の年の離れた妻） - 加藤貴子
- 岡田司郎（競馬牧場「岡田ファーム」経営者・カオルの元恋人） - 倉田てつを
- ジョージ鈴木（流しの質屋） - 渡辺成紀
- 林（北海道警胆振警察署 刑事・渡辺の部下） - 西川智宏
- 渡辺（北海道警胆振警察署 主任） - 若林豪
- 秋本工務店 社員 - 水野大
- 質屋 - 川島玄起
- 秋本健次（秋本工務店 社長） - 鈴木ヒロミツ
- 三島岳彦（三島不動産 社長） - 石橋蓮司
- 下岸昌代、山崎優子、石山浩亨

第6作「死を呼ぶ佐渡情話」（2009年）
- 大澤加代（遠藤の秘書） - 三原じゅん子
- 本間（佐渡中央警察署 刑事） - 松澤一之
- 栗原拓馬（栗原建設 社長） - 山崎裕太
- 小谷比呂志（佐渡商工会議所 職員） - 西川忠志
- 中林（入院患者） - 常泉忠通
- 佐伯（サエキ味噌 社長） - 菊地康二
- 末松（佐渡中央警察署 刑事） - 近藤強
- 土産物屋 - 瀬川寿子
- 栗原綾乃（拓馬の母・「海の幸倶楽部」責任者） - 松原智恵子
- 津村（20年前に小野町子が勤めていた津村印刷の元社長） - つじしんめい
- 田中好江（加代が勤務していた蔵古志酒蔵の従業員） - 小柳友貴美
- 佐渡汽船レンタカー 社員 - 浜田克洋
- 「ホテル吾妻」女将 - 深見聖子
- 杉田キク（美和の祖母・杉田キク助産院 助産師） - 服部美也子
- 新潟の料理店女将 - 中野美津子
- 遠藤健夫（西日本ファースト建設新潟支店長） - 加納竜
- 杉田美和（ホステス・佐伯の親戚） - 須磨史衣

第7作「死を呼ぶ越中富山の湯」（2010年）
- 小西ユリ（美容師） - 馬渕英俚可（少女期：伊集院茉衣）
- 小西妙子（ユリの姉） - 北原佐和子（少女期：成嶋こと里）
- 古谷恭子（大牧温泉女将） - 芦川よしみ
- 苑田常子（旅館の派遣の掃除婦・第1の被害者） - 内田春菊
- 森下（工芸店の社長） - 島田順司
- 山岡良之（美容師） - 森宮隆
- 石崎和恵（美容師・第2の被害者） - 水谷ケイ
- 中田二郎（窃盗の常習犯） - 川上たけし
- 石崎浩（和恵の夫・無職） - 菊池隆志
- 木元（南砺中央警察署 刑事・藤井の部下） - 松本実
- 林（会計士） - 金内喜久夫
- 小西哲也（妙子の父・彫刻士・20年前死亡） - 遠山俊也
- チエ（魚屋） - 片岡富枝
- 漁師（20年前死亡） - 柚原旬
- 小西（妙子の母・19年前死亡） - おぐちえりこ
- 美容室の従業員 - 菊池恵理
- 藤井（南砺中央警察署 刑事） - 田中実
- 瀬川亜沙美（富山の美容室フランチャイズチェーン店のオーナー） - 東ちづる

第8作「死を呼ぶ男鹿〜角館〜乳頭温泉ライン」（2011年）
- 中原茜（田沢観光タクシー運転手） - 中山忍（少女期：秋庭伶香）
- 北島聡史（大阪の建築士） - 河相我聞
- 橋本麻由美（事務員・大河内議員の愛人） - 有坂来瞳
- 佐竹賢吾（公共施設の改修計画担当職員） - デビット伊東
- 加賀谷（仙北中央警察署 主任） - 山下規介
- 伊藤満寿夫（無職・倒産した不動産屋） - 本城丸裕
- 中原信太郎（中原と茜の息子） - 山田日向
- 笹渕ハナ（海女） - 赤司まり子
- 畠山（仙北中央警察署 刑事・加賀谷の部下） - 朝日奈こうや
- 建築資材の材木屋 - 江藤漢斉
- 石井康夫（分校の管理人） - 三田村賢二
- ホテルの仲居 - 岡本真実
- 警官 - 藤沼茂人
- 中原耕一（茜の夫・失踪中） - 江端英久
- 細工職人 - 剣持直明
- 大河内修造（県議会議員） - 西田健

第9作「近江八幡・京都〜死を呼ぶ琵琶湖の謎」（2011年）
- 武村洸二（武村の息子・川島の中学の同級生） - 鳥羽潤
- 山田エリカ（滋賀県職員） - 小沢真珠
- 川島壮一（エリカの幼馴染・無職・元レストラン勤務） - 西條義将
- 郵便局員 - 藤沼茂人
- 辻（琵琶湖東警察署 刑事・西川の部下） - 藤原新太
- コック長 - 二反田雅澄
- レストランのシェフ - 床尾賢一
- 近江八幡「たねや」店主 - 朝井千景
- 長浜「ガラス館」店員 - まつむら眞弓
- 竹生島神社 住職 - 家辺隆雄
- 京料理「宮前」女将 - 中村節子
- 焼き肉店の店員 - 永山佳苗
- 細川碧（京都の呉服店「みどり」店主） - 荻野目慶子（幼少期：坂口苺）
- 細川（碧の母・芸者・故人） - 高橋知代
- エリカの父 - 森本邦彦
- 大津鮒寿司「喜多品」店主 - 平澤洋爾
- 細川（碧の父・故人） - 板東正敏
- 西川（琵琶湖東警察署 刑事） - 中村有志
- 藤原宗茂（ホテルシャトー藤原 オーナー） - 四方堂亘
- 三好直子（上条麗子の前任の会計士） - 平淑恵
- 武村雅之（近江牛の味噌漬の老舗業者「武村屋」） - 寺田農

第10作「伊勢志摩・真珠殺人事件」（2012年）
- 水谷伸夫（水谷パールファーム 社長） - 中本賢
- 木元美穂（ゴシップ雑誌「週刊ズームアップ」編集部 記者・第3の被害者） - 市井紗耶香（中学生：優希）
- 星野亘（中華料理店「龍光飯店」店員） - 金井勇太（幼少期：庄司龍成 / 少年期：堀切拓海）
- 鈴木スミ（「伊良湖シーサイドホテル」仲居） - 茅島成美
- 浜口（志摩中央警察署 刑事） - 井上高志
- 前田洋子（「伊良湖シーサイドホテル」元仲居・12年前死亡） - 白石まるみ
- 磯貝祐二（詐欺師・第1の被害者） - 前田耕陽
- シルビア・サントス（キャバクラ嬢・第2の被害者） - 黒宮ニイナ
- 伊藤（志摩中央警察署 刑事） - 石原有二
- 松井眞珠店 店主 - 三木敏彦
- 水谷パールファーム 従業員 - 山本東
- 宝石店店員 - 佐藤正浩
- 海辺ホテル「プライムリゾート賢島」フロント - 藤沼茂人
- 中華料理店「龍光飯店」料理長 - 及川達郎
- 水谷パールファーム 従業員 - 藤野玉恵
- 伊勢うどん「中井庵」店主 - 結城市朗
- 鳥羽水族館 従業員 - 大山百合子
- 由紀子の父 - 斉藤やす
- 消費者金融「AKファイナンス」社員 - えんじ則之
- 中華料理店「龍光飯店」前オーナー - 今田良一
- ハイキングの夫婦 - 田中正之、るり江
- 胡桃沢正義（銀座の宝石店「ジュエリーシンフォニー」社長・上条麗子のゴルフ仲間） - 長谷川初範
- 朝倉由紀子（中華料理店「龍光飯店」オーナー） - 池上季実子（幼少期：石橋宇輪）

## スタッフ
- 脚本 - 土屋斗紀雄（第1作 - 第4作）、外村朋子（第5作 - ）
- 監督 - 鷹森立一（第1作 - 第5作）、津崎敏喜（第6作 - ）
- 編成担当 - 安倍純子（第4作）、高島美穂（第6作 - 第8作）、藤岡繁樹（第9作・第10作）
- 企画 - 齋藤頼照（第10作）
- プロデューサー - 齋藤頼照（第1作 - 第9作）、山田大作（第1作 - 第5作）、神戸將光（第6作 - ）、中頭千廣（第9作・第10作）
- 製作 - TBS、TSP

## 放送日程
| 話数 | 放送日         | サブタイトル                                           | 脚本       | 監督     | 視聴率 |
| ---- | -------------- | ------------------------------------------------------ | ---------- | -------- | ------ |
| 1    | 2001年09月10日 | 死を呼ぶ離婚慰謝料！                                   | 土屋斗紀雄 | 鷹森立一 | 20.1%  |
| 2    | 2002年07月15日 | 死を呼ぶ早期退職金                                     | 土屋斗紀雄 | 鷹森立一 | 18.1%  |
| 3    | 2003年04月14日 | 死を呼ぶ遺産相続                                       | 土屋斗紀雄 | 鷹森立一 | 16.5%  |
| 4    | 2004年04月19日 | 死を呼ぶ老後資金                                       | 土屋斗紀雄 | 鷹森立一 | 14.4%  |
| 5    | 2006年04月17日 | 函館・洞爺湖・白老・札幌〜流れ質屋の罠・心の家を求めて | 外村朋子   | 鷹森立一 | 13.1%  |
| 6    | 2009年07月06日 | 死を呼ぶ佐渡情話                                       | 外村朋子   | 津崎敏喜 | 13.6%  |
| 7    | 2010年06月14日 | 死を呼ぶ越中富山の湯                                   | 外村朋子   | 津崎敏喜 | 13.5%  |
| 8    | 2011年06月20日 | 死を呼ぶ男鹿〜角館〜乳頭温泉ライン                     | 外村朋子   | 津崎敏喜 | 12.6%  |
| 9    | 9月05日        | 近江八幡・京都〜死を呼ぶ琵琶湖の謎                     | 外村朋子   | 津崎敏喜 | 11.1%  |
| 10   | 2012年10月29日 | 伊勢志摩・真珠殺人事件                                 | 外村朋子   | 津崎敏喜 |        |

- 視聴率はビデオリサーチ調べ、関東地区・世帯